# Piaseczno
Piaseczno – miasto w Polsce położone w województwie mazowieckim, siedziba powiatu piaseczyńskiego i gminy miejsko-wiejskiej Piaseczno, w sąsiedztwie warszawskiej dzielnicy Ursynów, w odległości około 17 km na południe od centrum Warszawy. Lokalizacja ta wpływa korzystnie na szybki rozwój budownictwa, uruchomienie siedzib wielu zagranicznych przedsiębiorstw (w 2010 r. uznane za najbardziej atrakcyjne miasto dla biznesu według magazynu Forbes), szybki przyrost liczby mieszkańców, itd. Miasto wchodzi w skład aglomeracji warszawskiej.
Według danych GUS z 1 stycznia 2024 r. miasto liczyło 51 971 mieszkańców, będąc 7. najludniejszym miastem w województwie.
Piaseczno było miastem królewskim Korony Królestwa Polskiego, położonym w drugiej połowie XVI wieku w powiecie warszawskim ziemi warszawskiej województwa mazowieckiego.

## Historia

### Początki miasta
Pierwsze wzmianki o Piasecznie jako wsi sięgają XIII wieku i jest jednym z najstarszych miast na Mazowszu. Nazwę wzięło od położenia na piaszczystych glebach nad brzegiem rzeki Jeziorki zwanej w tych czasach Jeziorną. W średniowieczu było wsią książęcą, usytuowaną na szlaku między Warszawą a Czerskiem. To strategiczne położenie spowodowało, że 5 listopada 1429 roku Piaseczno uzyskało prawa miejskie na prawie chełmińskim nadane przez księcia wyszogrodzkiego, ciechanowskiego, zakroczymskiego, czerskiego i warszawskiego Janusza I zwanego Starszym.
Wkrótce Piaseczno stało się jednym z ośrodków rynku lokalnego na południowym Mazowszu, pośrednicząc w wymianie towarów i w działalności usługowej (handel, rzemiosło). Nastąpiły przemiany w układzie przestrzennym miasta, którego centralnym punktem stał się rynek. Było to od XVI wieku (szczególnie od momentu swojego największego rozkwitu) do 1964 r. tradycyjne miejsce targów i jarmarków.
Akt nadania praw miejskich został potwierdzony w 1461 roku. Miasto wówczas miało charakter rzemieślniczo-rolniczy. Dynamiczny rozwój rzemiosła i handlu skłonił księżną Annę Radziwiłłównę do nadania miastu Piaseczno w dniu 23 listopada 1513 roku prawa odbywania jarmarku i wyznaczenia dnia targowego. Dalsze przywileje zostały miastu nadane przez królową Bonę, Annę Jagiellonkę, Stefana Batorego, Jana Kazimierza i Jana III Sobieskiego.
Dawną świetność miasta i jego tradycje upamiętnia – znajdujący się na rynku – ratusz. Pierwotny ratusz – siedzibę władz miejskich i miejsce przechowywania przywilejów – spalili w 1655 r. Szwedzi podczas potopu. Następny spłonął w okresie pokoju w 1730 r. Spłonęły wtedy wszystkie dokumenty przechowywane w archiwum miejskim. Wśród dokumentów spłonął także wystawiony w 1726 r. przywilej królewski Augusta II Mocnego. Akt ten mieszczanie odzyskali w formie wypisu z Metryki Koronnej w dniu 31 stycznia 1733 r. Mieszczanie odbudowali ratusz w połowie XVIII w. Dwupiętrowy gmach stanął na podstawie kwadratu na środku rynku. Drewniany ratusz spalili Rosjanie podczas insurekcji kościuszkowskiej w 1794 r. Po 1815 r. władze rosyjskie rozpoczęły akcję porządkowania miast polskich, nakazując budowę murowanych ratuszy w linii domów mieszkalnych znajdujących się w rynku. Projekt piaseczyńskiej siedziby władz miejskich wykonał budowniczy wojewódzki Hilary Szpilowski.

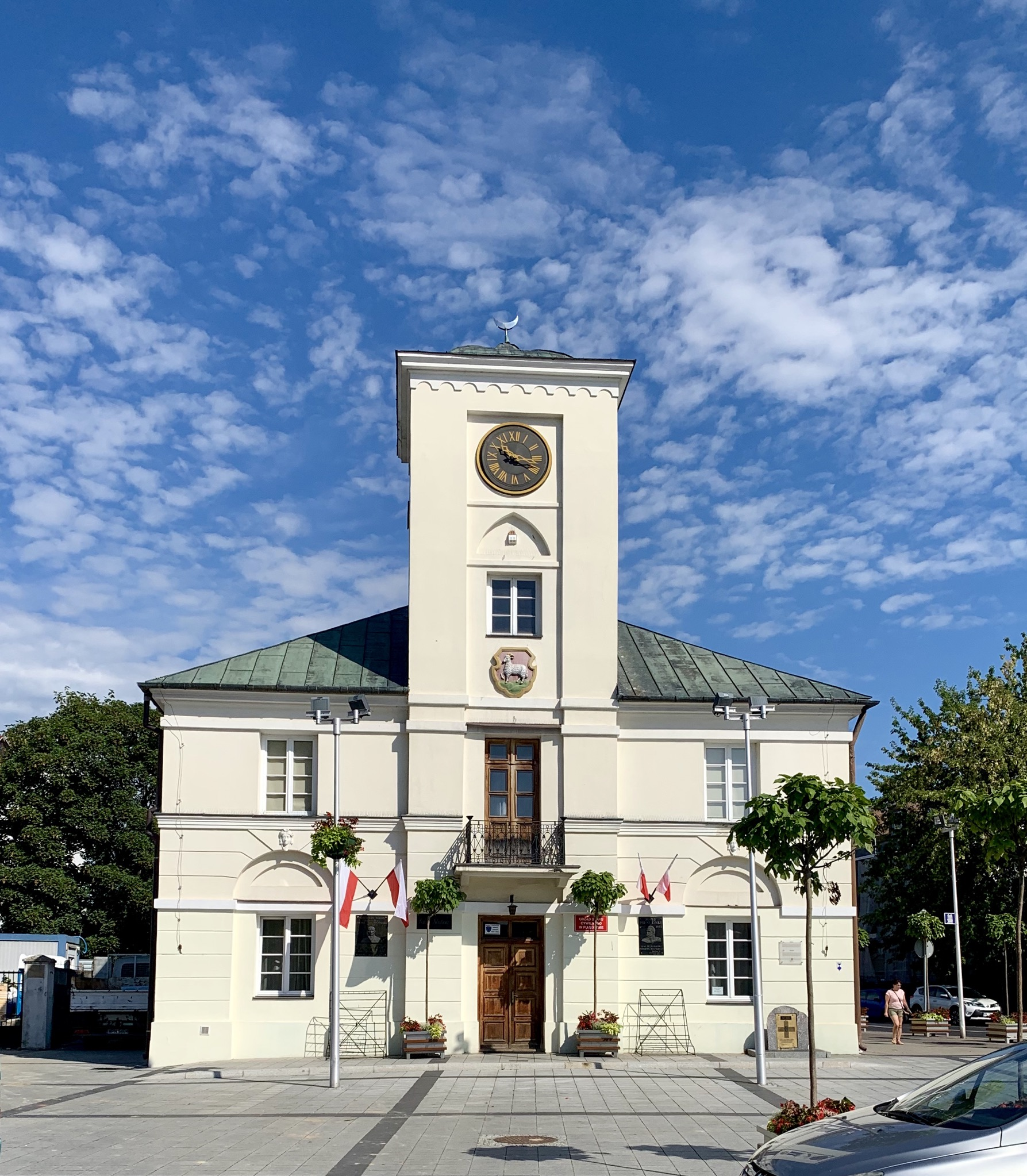
Klasycystyczny ratusz miejski (obecnie Urząd Stanu Cywilnego)

Obecnie istniejący gmach wzniesiono w stylu klasycystycznym w latach 1823–1824. Nietypowym elementem, wyróżniającym ratusz piaseczyński od innych budowli tego typu na Mazowszu jest półksiężyc umieszczony przed I wojną światową na szczycie wieży. Upamiętnia on pobyt posła tureckiego Numan-Beja w 1777 r.
W latach od 1526 (tzn. od włączenia Mazowsza do Królestwa Polskiego, gdyż wcześniej od XIV wieku było jego lennem) do 1795 r. (III rozbiór Polski) Piaseczno stanowiło własność królewską. W 1545 r. znalazło się w składzie dóbr oprawnych królowej Bony, a następnie przeszło w ręce jej córki księżniczki Anny. Anna Jagiellonka, siostra króla Zygmunta Augusta, późniejsza żona króla Stefana Batorego mieszkała tu w dworze chyliczkowskim.
W 1537 roku miasto stało się własnością królewską i od tego czasu funkcjonowało jako starostwo niegrodowe. Zgodnie z nadaniem królewskim z 1554 roku mieszczanie uzyskali tereny pod ogrody poza kwartałami zabudowy miasta lokacyjnego. Największy rozkwit przeżywało Piaseczno w drugiej połowie XVI w. Liczyło wówczas ok. 200 domów i ok. 1200 mieszkańców. Szczególnie rozwijały się piwowarstwo i gorzelnictwo. W 1580 r., jedyny istniejący przed rozbiorami, Cech Szewców, otrzymał przywilej królewski od Stefana Batorego, potwierdzany potem przez kolejnych władców Polski. Miasto było niszczone licznymi pożarami na przełomie XVI i XVII w. Cykl rozwoju, zapoczątkowany za czasów Janusza I, zamknął najazd szwedzki w połowie XVII w. Nieprzyjaciel spalił Piaseczno oraz dwór i folwark starościński.
Miasto powróciło do swojej świetności w pierwszej połowie XVIII w. Starostą piaseczyńskim był wówczas minister Aleksander Józef Sułkowski, który wzniósł w mieście rezydencję królewską. Została ona bezpowrotnie zniszczona podczas insurekcji kościuszkowskiej. Dokonano także przebudowy wnętrza zbudowanego w połowie XVI w. kościoła św. Anny w stylu późnobarokowym w 1736 r. według projektu architekta królewskiego Karola Fryderyka Pöppelmanna młodszego.
Największa bitwa w historii gminy rozegrała się w dniach 9 i 10 lipca 1794 r. pod Gołkowem. Po stronie polskiej dowodził generał Józef Zajączek, a po rosyjskiej generał Iwan Fersen. Straty wynosiły 180 zabitych, 136 rannych i około 100 zaginionych. Miasto zostało spalone, ocalały jedynie kościół i domy położone na Zastawiu (za dwoma dużymi stawami znajdującymi się pośrodku miasta, dzięki którym pożary nie przenosiły się na południową część Piaseczna).

### Pod zaborami
Po trzecim rozbiorze Polski Piaseczno znalazło się w granicach zaboru pruskiego na terenie tzw. Prus Południowych. W latach 1801–1806 przeprowadzono akcję kolonizacyjną na obszarach podmiejskich, należących do dawnego starostwa piaseczyńskiego. Koloniści przybyli z Księstwa Wirtemberskiego i Księstwa Palatynatu. Założono Alt i Neu Ilvesheim (Starą i Nową Iwiczną), Ludwigsburg (Józefosław) i Schwenningen (Świniary, od 1820 r. Orężno, niekiedy Orężna).
W okresie rządów pruskich pisarz miejski Joachim Nałęcz Ginalski napisał, kierując swe słowa do obywateli miasta: „Z praw i przywilejów okazuje się i dowodzi, jak to miasto Piaseczno było swobodne, wesołe, korzystne i obszerne w swoich granicach. I było swobodne, bo tak od Fundatorów swoich Książąt Mazowieckich Janusza, Kazimierza, Bolesława, Janusza Młodszego i Anny wiele zyskiwało łask i względów, tak włącznie biorąc od wszystkich królów polskich wszelkie prawa i przywileje odbierało, aż do Stanisława Augusta ostatniego króla polskiego”.
Okres pruski (zaboru pruskiego) trwał w Piasecznie bardzo krótko, bo zaledwie 11 lat, kiedy to w 1806 roku miasto zostało zajęte przez wojska napoleońskie. W latach 1807–1815 Piaseczno wchodziło w skład Księstwa Warszawskiego.
Na przełomie 1806 i 1807 r. w mieście stacjonowała kawaleria francuska, a od 1808 do 1811 r. polski 1 Pułk Strzelców Konnych.
W 1813 roku Piaseczno zostało zajęte przez wojska rosyjskie, które pozostały w nim aż do 1915 roku.
W czasach Królestwa Polskiego (powstałego w 1815 r. na podstawie uchwały kongresu wiedeńskiego, Piaseczno, położone wówczas w obwodzie (późniejszym powiecie) warszawskim, w województwie mazowieckim (później w guberni warszawskiej) znalazło się w jego składzie. Było to miasto rządowe (narodowe). W 1820 r. liczyło 893 mieszkańców polskiego pochodzenia, oraz 171 Żydów. Do 1795 r. starozakonni mieli zakaz osiedlania się i posiadania domów na jego terenie. W Piasecznie było 101 domów, ale tylko 9 murowanych, ponieważ ludzie woleli mieszkać w szałasach i w lepiankach.
W XIX wieku (1825 r.), przeprowadzono szosę z Warszawy do Góry Kalwarii i Warki. Szosa przebiegała przez miasto Piaseczno, co spowodowało znaczny wzrost pozycji miasta. Niebawem uruchomiono kolejkę wąskotorową łączącą Piaseczno z Warszawą. Czynnikiem sprzyjającym rozwojowi ówczesnej osady było uruchomienie wąskotorowych połączeń kolejowych z Warszawą. W 1898 r. ruszyły linie przez Służew i Wilanów, a w 1899 r. do Góry Kalwarii.
Do wybuchu I wojny światowej Piaseczno przeżywało okres ożywienia gospodarczego. W 1913 r. liczyło już 4395 mieszkańców. W tym okresie Piaseczno można zaliczyć do miast o dobrej infrastrukturze komunikacyjnej. Miało to bardzo duże znaczenie dla rzemiosła i handlu, które dzięki temu mogły się intensywnie rozwijać. Stopniowo miasto Piaseczno stawało się centralnym ośrodkiem dla okolicznych osiedli.
W czasie powstania styczniowego pod Piasecznem rozegrała się potyczka, w której zginęło 12 powstańców, ich mogiła znajduje się na cmentarzu parafialnym. Za współpracę z powstańcami, proboszcz piaseczyński ks. Ludwik Czajewicz został zesłany na Syberię. Za czynny udział w powstaniu styczniowym władze carskie w 1869 roku pozbawiły Piaseczno wszelkich przywilejów, w tym praw miejskich (na podstawie tego samego ukazu carskiego z 1869 r., w połowie 1870 r. 25 innych miast guberni warszawskiej, utraciło również prawa miejskie, stając się osadami gminnymi).
Według spisu ludności w 1897 r. Piaseczno liczyło 2760 mieszkańców i miało znikomą przewagę katolików (41,5%) nad ludnością żydowską (40%). Stosunkowo liczni byli w Piasecznie protestanci (17,9%), którzy częściowo byli potomkami kolonistów niemieckich.
We wrześniu i październiku 1914 r. Piaseczno i okolice stały się terenem zaciętych walk niemiecko-rosyjskich o Warszawę. Miasto wyludniło się, gdyż większość mieszkańców schroniła się w stolicy. W wyniku walk zniszczono doszczętnie około 20 domów w okolicach rynku i uszkodzono kościół. Niemcy ponownie zajęli Piaseczno w sierpniu 1915 r. 10 grudnia 1916 Piaseczno ponownie uzyskało prawa miejskie, likwidując tym samym wiejską gminę Piaseczno. 11 lipca 1917 do Piaseczna włączono Wolę Piasecką z gminy Jazgarzew w powiecie grójeckim.
W XX wieku nastąpił rozwój dzielnic letniskowych (w tym osiedla miasto-las Zalesie Dolne i Adamów, w latach dwudziestych miasto-ogród Zalesinek, osiedle mieszkaniowe Iwiczna 1, 2, 3 w 1960 r.). Obecnie te tereny wraz z dawną miejscowością Gołków-Letnisko stanowią nierozłączną całość jako jedno wielkie (obszarowo) miasto Piaseczno. Podobną ewolucję po II wojnie światowej przeszły takie miejscowości jak: Głosków-Letnisko, Zalesie Górne, Złotokłos.

### Okres międzywojenny
W maju 1917 r. odbyło się pierwsze posiedzenie Rady Miejskiej. W listopadzie 1918 r. strażacy rozbroili posterunek żandarmerii niemieckiej w Piasecznie i wysłali zaaresztowanych żołnierzy koleją do Warszawy; tak rozpoczął się okres niepodległości po 123 latach rozbiorów. Już 13 listopada Rada Miejska dokonała wyboru burmistrza, ławników i delegatów do Sejmiku Powiatowego. Burmistrzem został wybrany farmaceuta Wacław Kaun (był burmistrzem w latach 1918–1926). W tym okresie mieszkało tu 6956 osób, w tym 3956 katolików, 2816 Żydów, 182 ewangelików i 2 prawosławnych. Piaseczno w Polsce znalazło się w powiecie warszawskim województwa warszawskiego.
W mieście były tylko dwa drobne zakłady przemysłowe: Fabryka wyrobów stalowych ostrych Zbigniew Kobylański i Spółka, produkująca noże, tasaki i kosy oraz młyn parowy. W 1918 r. uruchomiono własną elektrownię miejską. Pierwsze w niepodległej Polsce wybory do rady miejskiej odbyły się 14 grudnia 1919 r., a ostatnie 14 maja 1939 r. Piaseczno było jednym z większych miast w okolicach Warszawy (w 1921 r. – 5615 mieszkańców), ośrodkiem rzemieślniczo-handlowym. Dnia 4 czerwca 1928 r. gościł w Piasecznie prezydent RP Ignacy Mościcki, który m.in. położył kamień węgielny pod Dom Ludowy jego imienia (przy obecnej ul. Jana Pawła II). W 1933 r. podczas spóźnionych obchodów 500-lecia nadania praw miejskich przemianowano rynek na plac Marszałka Józefa Piłsudskiego. Był on honorowym obywatelem miasta od 1928 r.
Okres międzywojenny przyniósł pomyślny rozwój komunikacyjny miasta. Uruchomiono (w 1934 r.) linię kolejową z Warszawy do Radomia. W maju 1935 r. mieszkańcy całego województwa warszawskiego żegnali marszałka Józefa Piłsudskiego na dworcu PKP w Piasecznie, gdzie zatrzymał się pociąg żałobny. Trumna umieszczona była na specjalnym wagonie-platformie i oświetlona (uroczystości odbywały się wieczorem). Po krótkim postoju pociąg ruszył do Krakowa.
W okresie międzywojennym powstał pierwszy plan rozbudowy miasta. Ogólna powierzchnia terenów miasta Piaseczna w granicach administracyjnych wynosiła 841 ha (4093 m²). Orzeczeniem Wojewody Warszawskiego w 1937 r. zatwierdzono ogólny plan zabudowania miasta Piaseczna, przewidujący utworzenie dzielnicy przemysłowej na północnym zachodzie. Piaseczno stanowiło tradycyjnie duży ośrodek szewski, skupiający ponad 25% warsztatów w stosunku do ogółu miejscowego rzemiosła. W latach 1936–1937 miały miejsce strajki robotników i rzemieślników.

### II wojna światowa

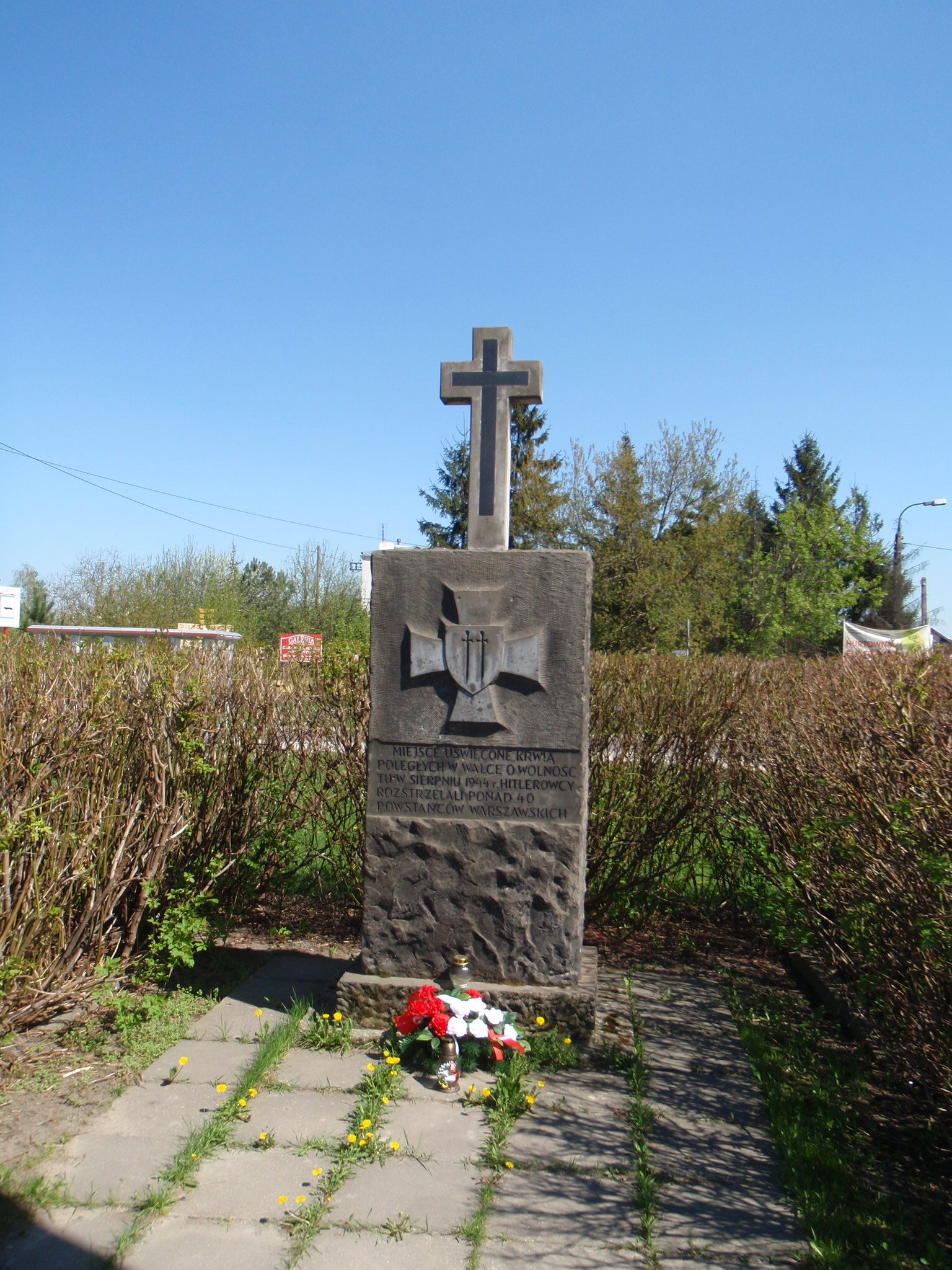
Pomnik powstańców warszawskich rozstrzelanych przez Niemców w Piasecznie

Agresja niemiecka rozpoczęła się dla miasta w nocy z 9 na 10 września, gdy pododdziały 54 Pułku Artylerii Lekkiej (Armia „Łódź”) stoczyły potyczkę z pododdziałami niemieckiej 1 Dywizji Pancernej. W wyniku walk ucierpiała zabudowa kilku ulic w północnej części miasta. Zniszczono Sąd Grodzki przy ul. Warszawskiej. Wehrmacht rozstrzelał 21 wziętych do niewoli żołnierzy polskich i 7 mieszkańców miasta.
Jesienią 1940, w południowej części Piaseczna, okupanci utworzyli getto. Żydzi zostali wysiedleni stąd do getta w Warszawie w lutym 1941. W grudniu 1943 dokonano dywersyjnej akcji kolejowej pod miastem. 1 kwietnia 1944 partyzancji z Armii Krajowej przeprowadzili udaną akcję na Arbeitsamt (Urząd Pracy) w Piasecznie przy ul. Mickiewicza.
Przed ofensywą styczniową Armii Czerwonej która ruszyła 12 stycznia 1945, w rejonie Piaseczna stacjonował odwód niemieckiej 337 Dywizji Grenadierów Ludowych.
Okupacja hitlerowska zakończyła się 17 stycznia 1945, kiedy do miasta wjechały bez walki czołgi 1 Brygady Pancernej im. Bohaterów Westerplatte. Znajdowało się tu stanowisko dowodzenia 1 Armii Wojska Polskiego, a panowanie reżimu III Rzeszy w miejscowości zakończył wiec mieszkańców z udziałem gen. Stanisława Popławskiego.

### Okres powojenny

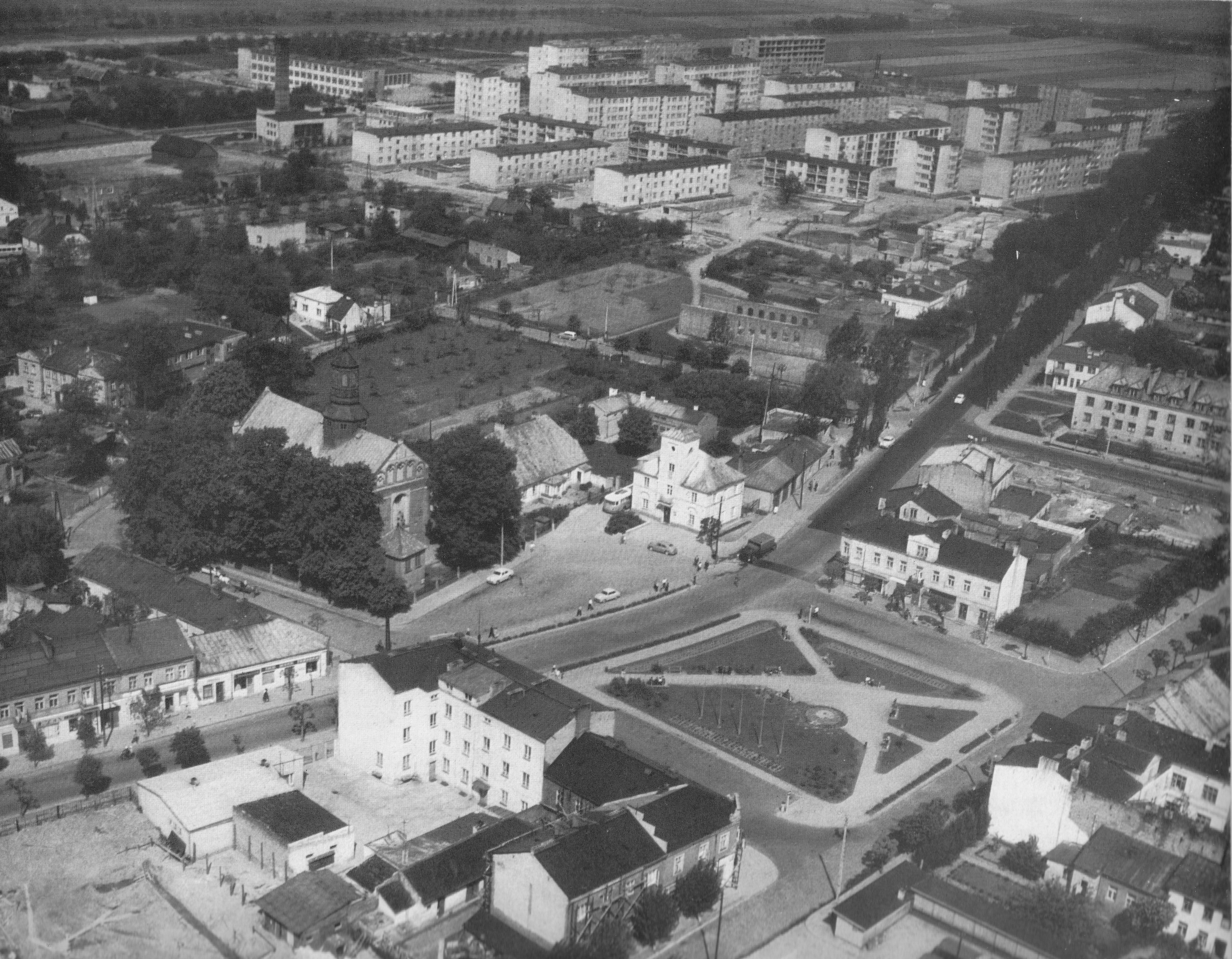
Centrum miasta w latach 70.

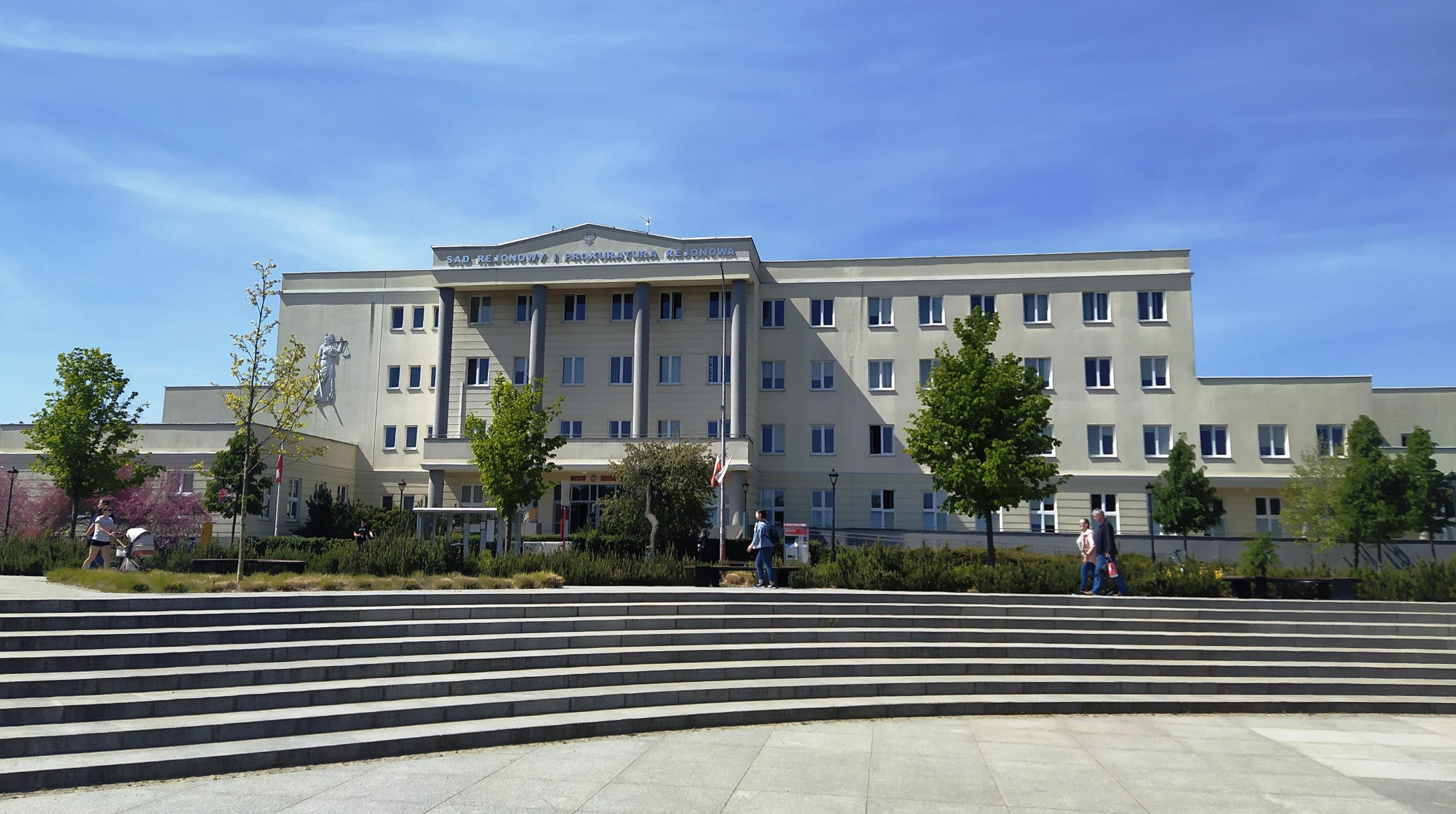
Budynek Sądu Rejonowego i Prokuratury

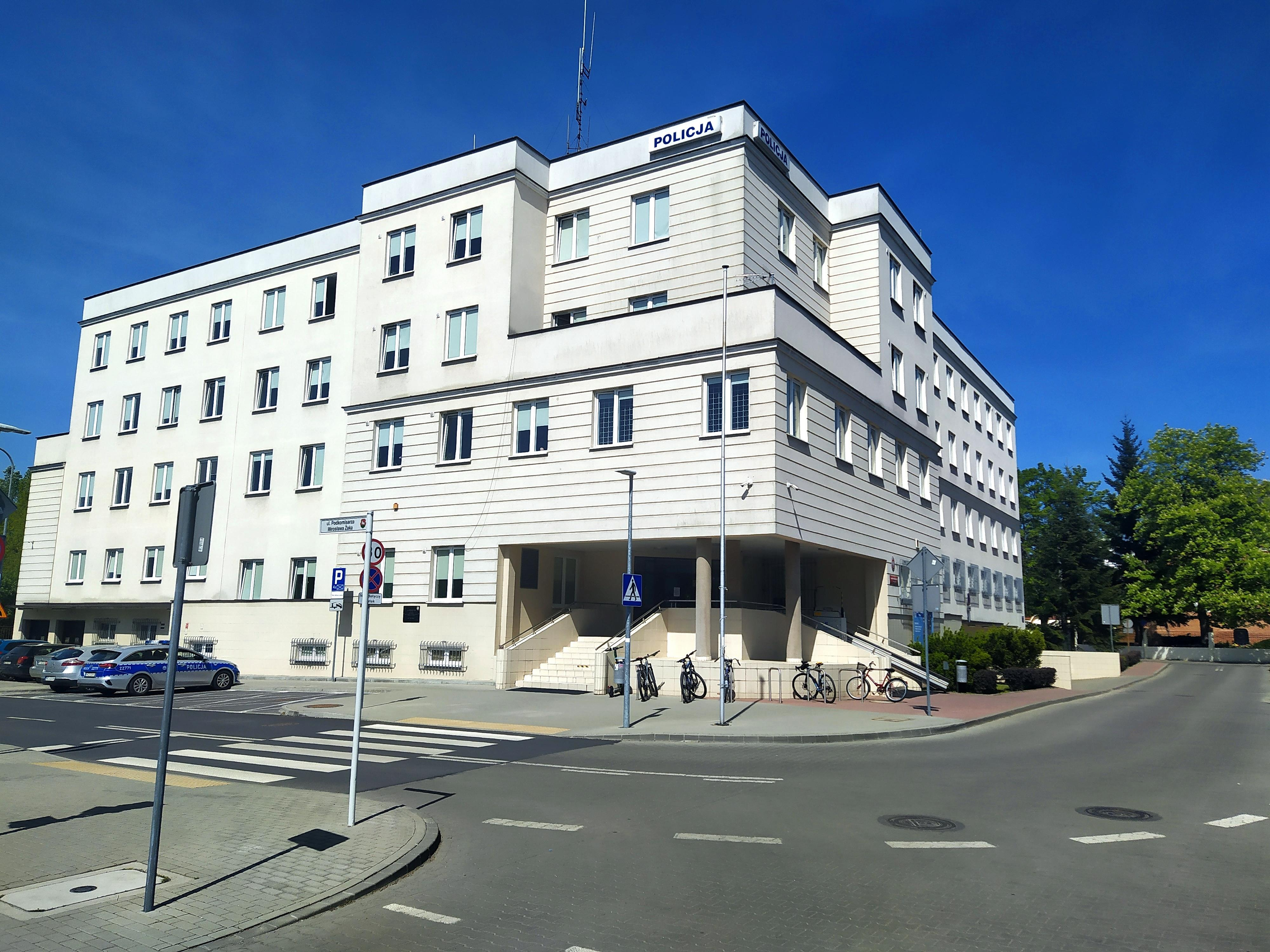
Komenda Powiatowa Policji w Piasecznie

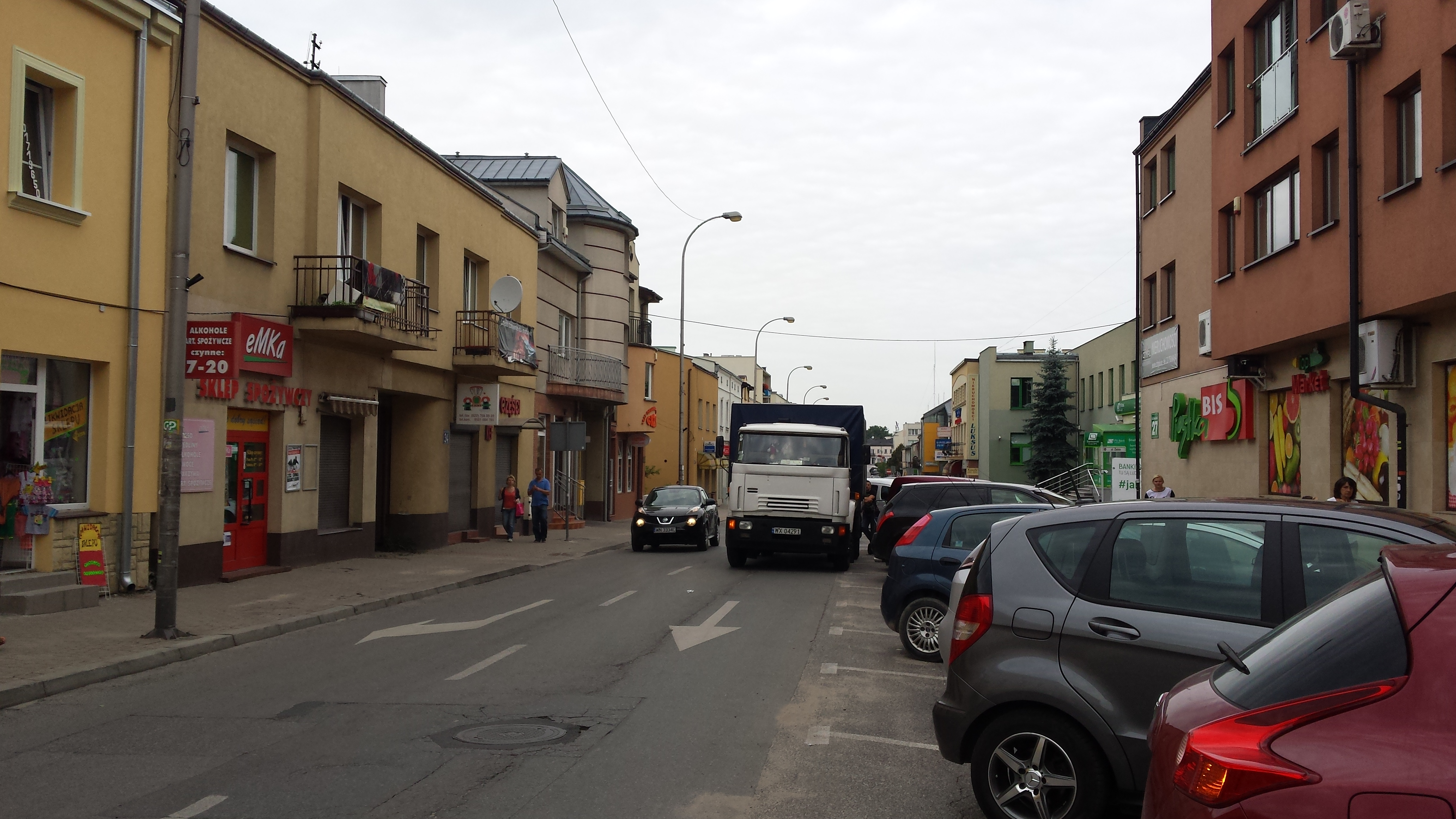
Ulica Kościuszki w Piasecznie

Według spisu ludności przeprowadzonego w lutym 1946 Piaseczno liczyło 6682 mieszkańców. Na terenie miasta istniały: fabryka rowerów „Ormonde”, młyn parowy, kaszarnia, tartak i wytwórnia wyrobów drzewnych. Największym zakładem pracy były warsztaty Warszawskich Kolei Dojazdowych.
W 1952 Piaseczno zostało miastem powiatowym, co wyróżniło je wśród konkurujących o taki status miast sąsiednich. Po likwidacji powiatów Piaseczno było nadal siedzibą władz rejonowych.
W 1956 uruchomiono w Piasecznie Fabrykę Kineskopów ZELOS, w której produkowano m.in. kineskopy do pierwszych polskich odbiorników telewizyjnych Belweder.
W 1995 zlikwidowano likwidowano linię trolejbusową 51, łączącą miasto z Warszawą.
W 1996 r. w mieście otwarto pierwszy market sieci Leroy Merlin w Polsce oraz pierwszy polski hipermarket sieci Auchan. Obecnie planowana jest rozbudowa tego ostatniego, a także budowa nowego 3-kondygnacyjnego centrum handlowego o nazwie Galeria Piaseczno. Centrum ma liczyć 55000 m² powierzchni użytkowej oraz 220 nowych lokali usługowych.
Po reformie terytorialnej w 1999 r. pozycja miasta ponownie wzrosła wraz z utworzeniem powiatu piaseczyńskiego. Fakt stołeczności w stosunku do gmin wchodzących w skład powiatu: Góry Kalwarii, Konstancina-Jeziorny, Tarczyna, Lesznowoli i Prażmowa utrwalił na lata dominującą pozycję miasta.
Dziś Piaseczno przeżywa swój renesans, szybko zwiększając liczbę mieszkańców. Zarówno powiat, jak i wchodzące w jego skład gminy, mają jeden z największych wskaźników dochodu na osobę. W powiecie powstaje wiele nowych przedsiębiorstw, krajowych i zagranicznych, wznoszone są nowe budynki publiczne: w 2006 oddano do użytku nowy gmach Komendy Powiatowej Policji, w 2008 została otwarta nowa siedziba Prokuratury oraz Sądu Rejonowego.

## Demografia

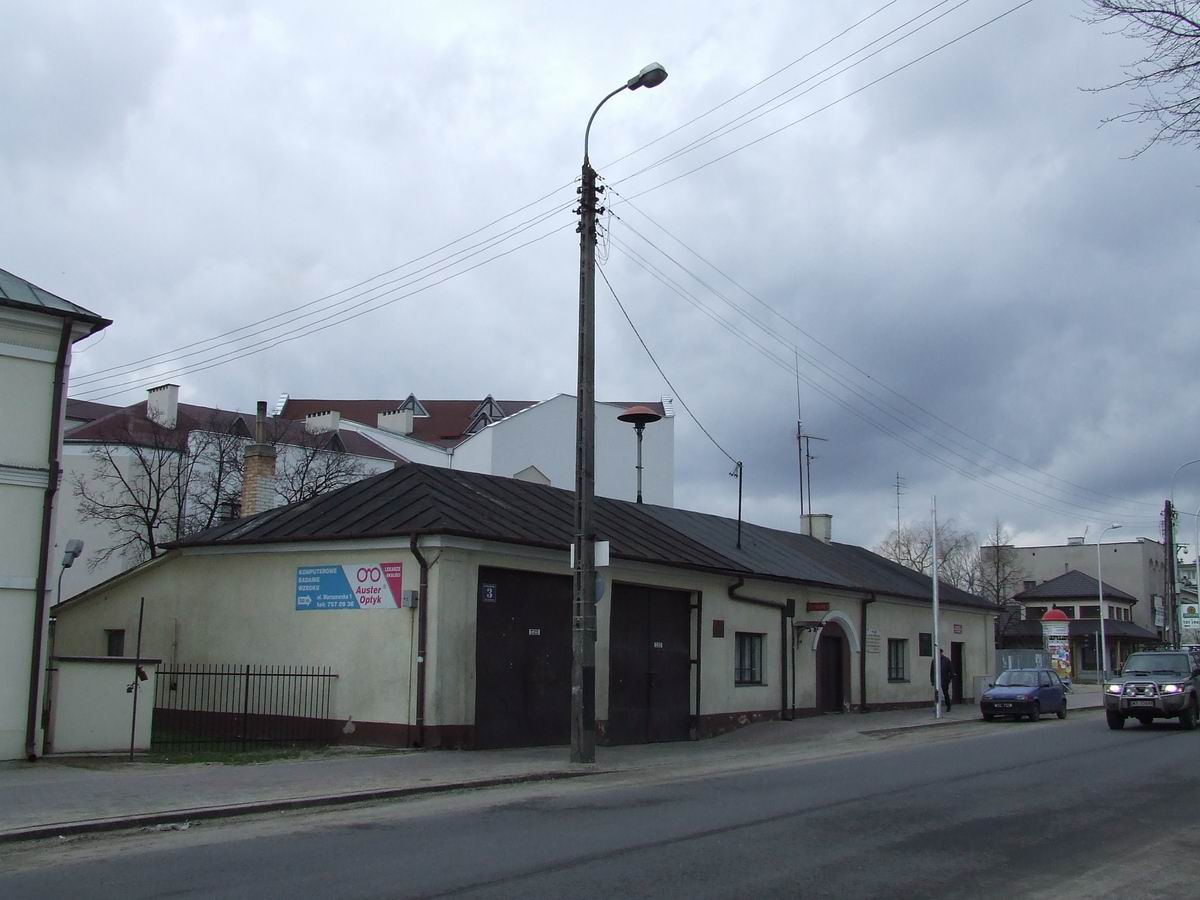
Dawna remiza strażacka (obecnie remiza Ochotniczej Straży Pożarnej)

Największą liczbę ludności Piaseczno odnotowało w 2022 – według danych GUS 52 017 mieszkańców.

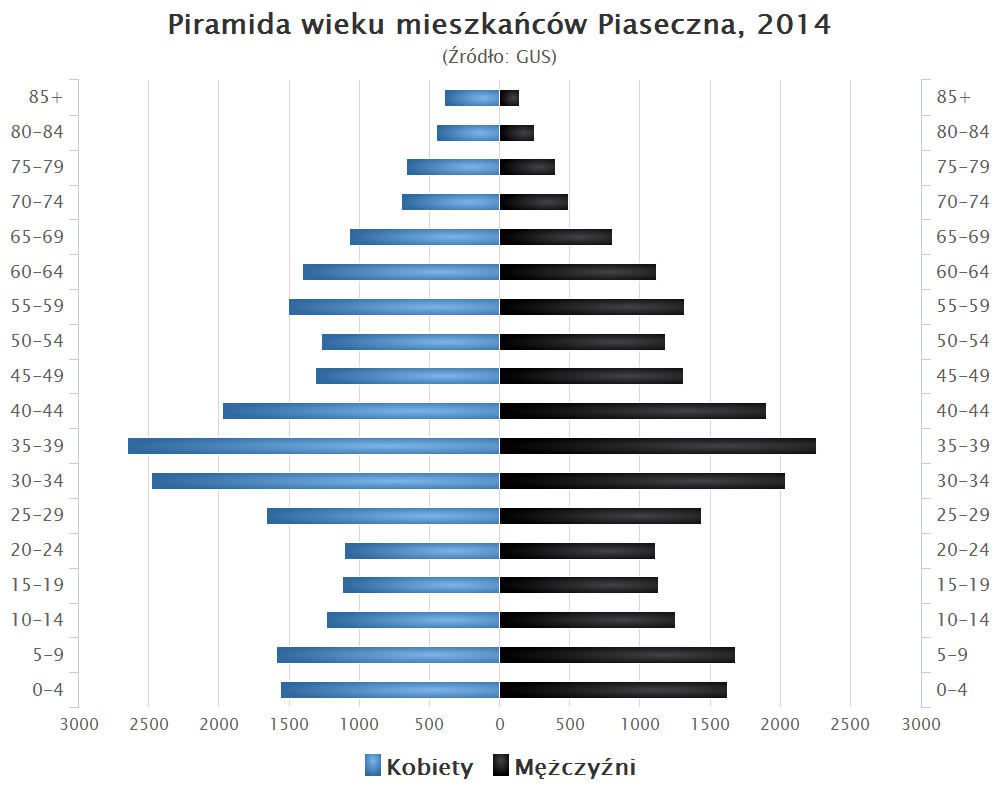
Piramida wieku mieszkańców Piaseczna w 2014 roku

## Oświata

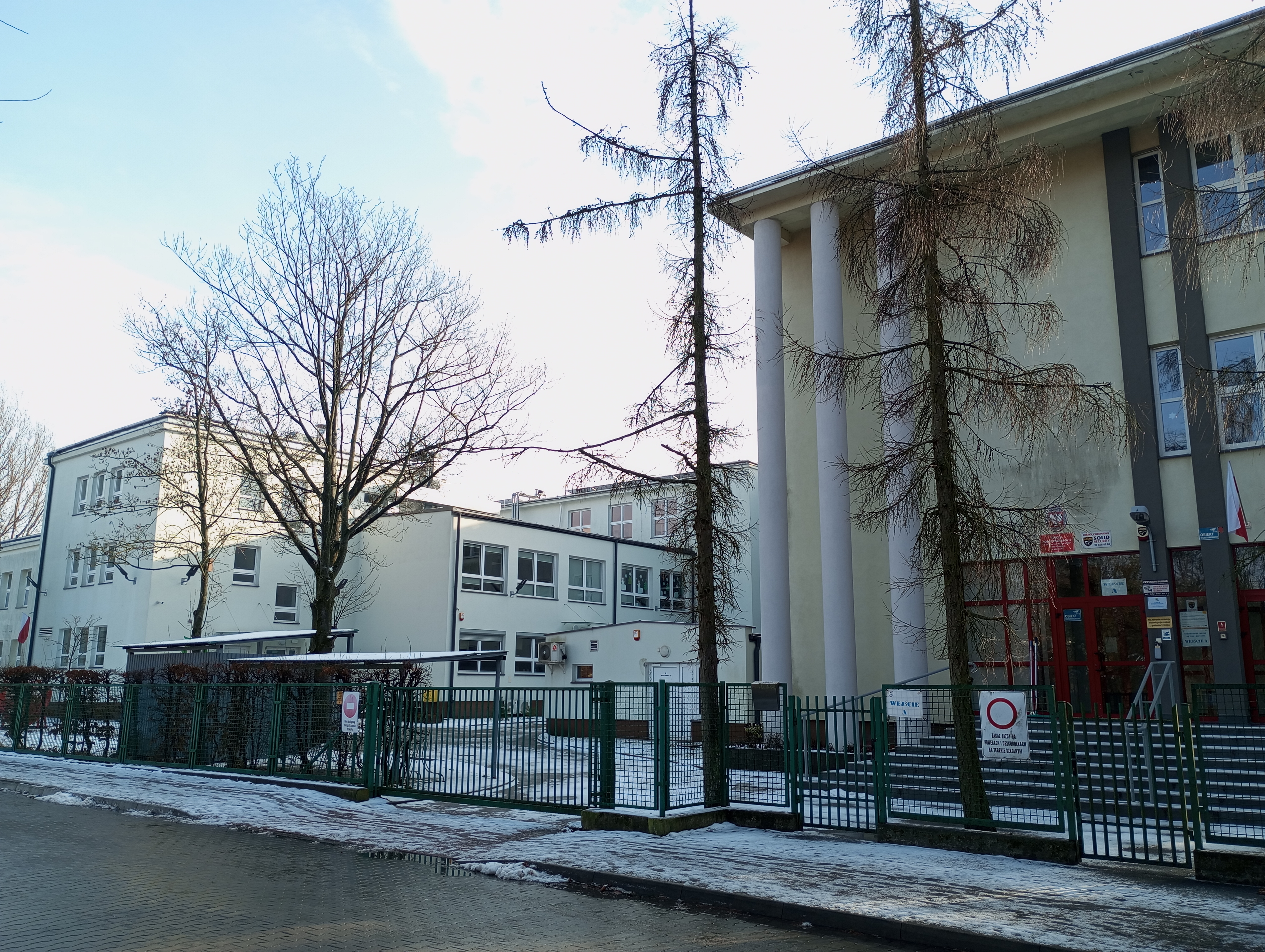
Szkoła Podstawowa nr 3 (styczeń 2025 r.)

### Szkoły podstawowe
- Szkoła Podstawowa nr 1 im. Józefa Piłsudskiego, ul. Świętojańska 18
- Szkoła Podstawowa nr 2 im. Ewy Krauze, al. Kasztanów 12
- Szkoła Podstawowa nr 3 im. Tadeusza Zawadzkiego „Zośki”, ul. Główna 50
- Szkoła Podstawowa nr 4 im. Marii Skłodowskiej-Curie (Centrum Edukacyjno-Multimedialne), ul. Jana Pawła II 55
- Szkoła Podstawowa nr 5 im. Krzysztofa Kamila Baczyńskiego, ul. Szkolna 14
- Szkoła Podstawowa nr 5 im. Krzysztofa Kamila Baczyńskiego, ul. Sikorskiego 20
- Prywatna Szkoła Podstawowa nr 72 „Szkoła Marzeń”, ul. Zielona 14
- Prywatna Szkoła Podstawowa „World School”, ul. Pod Bateriami 60

### Szkoły średnie i policealne
- IV Liceum Ogólnokształcące im. rtm. Witolda Pileckiego, ul. Chyliczkowska 17
- Zespół Szkół nr 1, ul. Szpitalna 10
- Zespół Szkół nr 2 im. Emilii Plater, Aleja Brzóz 26
- Zespół Szkół nr 3 im. Cecylii Plater-Zyberkówny, ul. Chyliczkowska 20
- Policealna Szkoła dla Dorosłych, ul. Chyliczkowska 20
- Katolickie Liceum Ogólnokształcące im. C. Plater-Zyberkówny, ul. Chyliczkowska 20E
- Prywatne Liceum nr 43, ul. Kościuszki 53
- Prywatne Liceum Ogólnokształcące nr 1, ul. Zielona 14

### Szkoły specjalne
- Specjalny Ośrodek Szkolno-Wychowawczy, ul. Szpitalna 12
- Ośrodek Szkolno-Wychowawczy „Dom Matki Dobrego Pasterza”, ul. Zgoda 14.

## Kultura

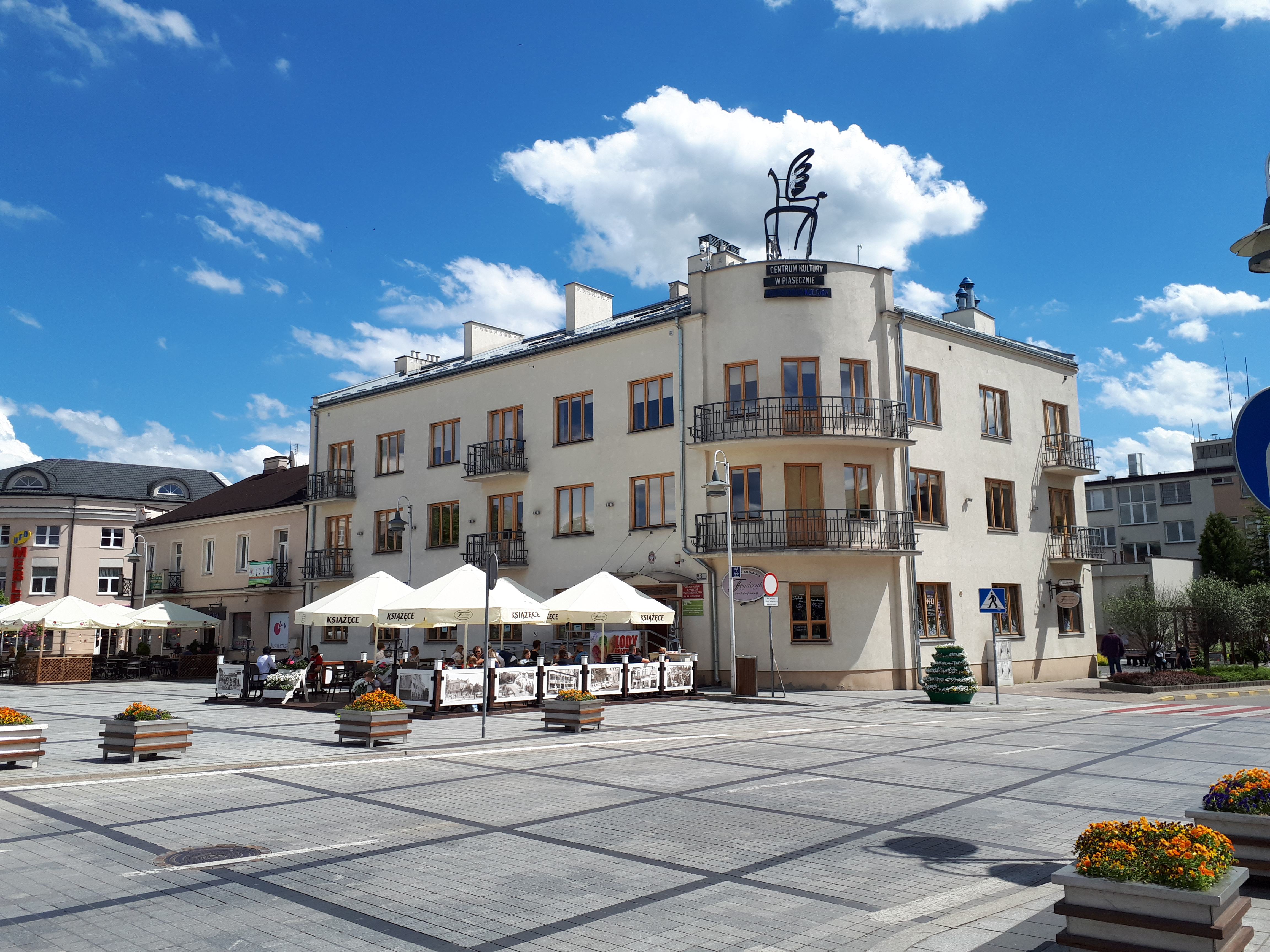
Przystanek Kultura (część Centrum Kultury) mieszczący się w dawnym budynku komendy powiatowej policji przy pl. Piłsudskiego 9

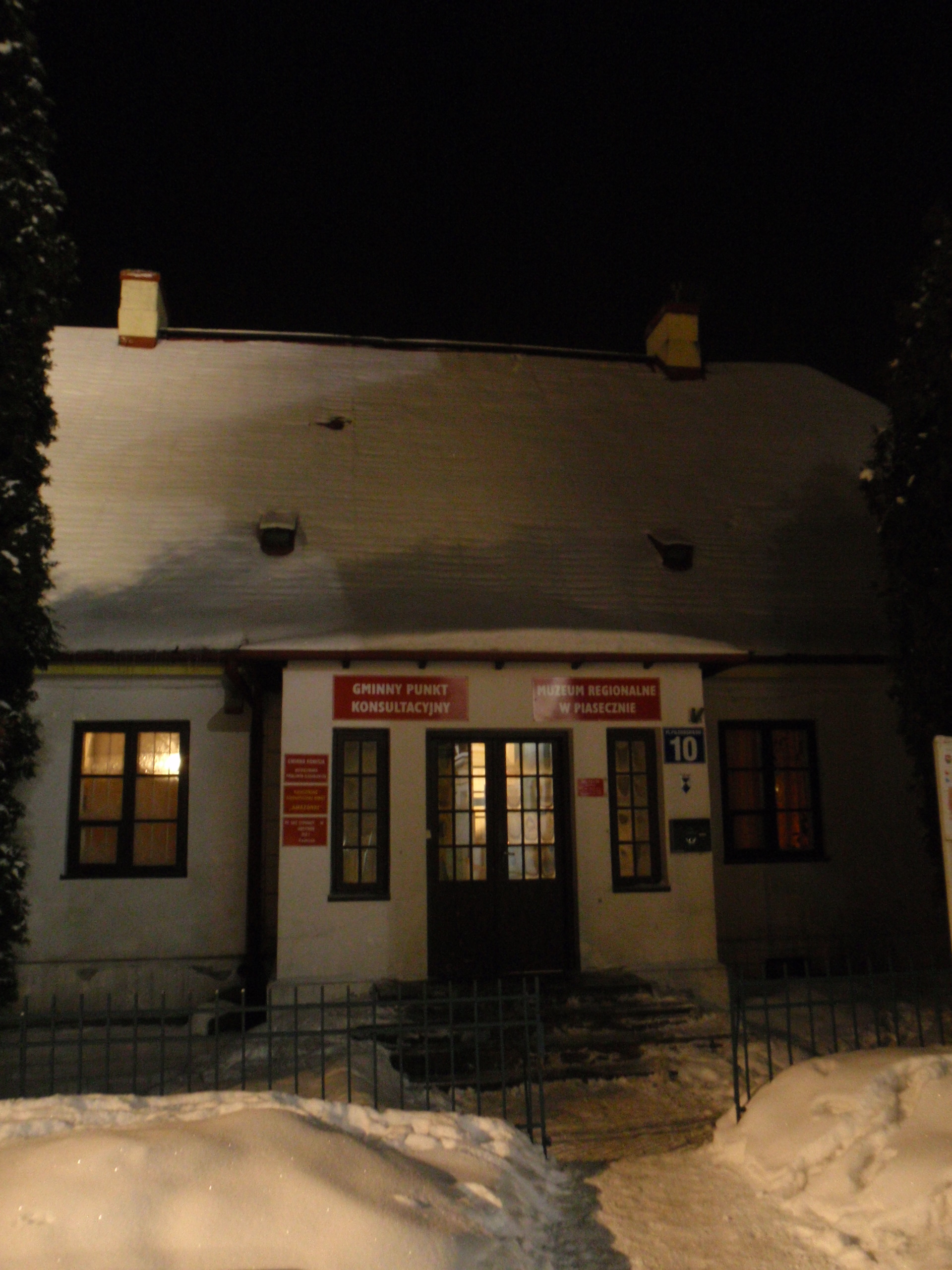
Muzeum Regionalne w Piasecznie w zabytkowym budynku dawnej plebanii

### Centrum Kultury
Działalność Centrum Kultury w Piasecznie polega w szczególności na realizacji zadań w zakresie edukacji kulturalnej i wychowania przez sztukę, tworzenia warunków rozwoju dla amatorskiego ruchu artystycznego, rozpoznawania i zaspokajania potrzeb oraz zainteresowania wiedzą i sztuką, gromadzeniu, dokumentowaniu, tworzeniu, ochronie i udostępnianiu dóbr kultury, tworzeniu warunków dla rozwoju folkloru, a także rękodzieła ludowego i artystycznego.
W strukturach Centrum Kultury działają:
- Dom Kultury
- Przystanek Kultura
- Strefa Kultury
- Dworzec Kultura
- Kluby Kultury działające na terenie gminy (Klub Kultury w Józefosławiu, Klub Kultury w Zalesiu Górnym, Klub Kultury w Chojnowie, Klub Kultury w Bogatkach, Klub Kultury w Złotokłosie, Klub Kultury w Woli Gołkowskiej)

### Biblioteka
Biblioteka Publiczna Miasta i Gminy Piaseczno powstała w 1947 roku. Pierwotnie siedziba główna mieściła się w budynku przy ul. Kościuszki 49. Od 2019 roku biblioteka główna ma swoją siedzibę w Centrum Edukacyjno-Multimedialnym w Piasecznie przy Jana Pawła II 55. Na księgozbiór biblioteki składają się: literatura piękna dla dorosłych, dzieci i młodzieży, lektury szkolne, literatura popularnonaukowa, prasa, a także audiobooki. Jest tu też bardzo bogaty księgozbiór pedagogiczny, który biblioteka przejęła z biblioteki powiatowej po połączeniu obu instytucji w 2020 roku. W 2019 roku zmieniła się także nazwa instytucji, obecnie brzmi ona Biblioteka Publiczna w Piasecznie.
Sieć biblioteczna składa się z biblioteki głównej (Oddział dla dorosłych z czytelnią, Oddział dla dzieci i młodzieży, Multicentrum, Lab Regionalny) oraz filii: Piaseczno przy Kościuszki 49, Piaseczno przy Szkolnej 18, Piaseczno Gołków-Letnisko, Piaseczno-Zalesie Dolne, Bogatki, Głosków-Letnisko, Józefosław, Zalesie Górne, Złotokłos. Oprócz tego w sieci znajdują się punkty biblioteczne: w Gołkowie, Julianowie i Jazgarzewie.
Biblioteka proponuje czytelnikom do wypożyczenia nie tylko książki, lecz także audiobooki, filmy, gry planszowe i puzzle. Można również wypożyczyć czytnik e-booków.

### Wydarzenia kulturalne
- Piaseczyński Zlot Piosenki Różnej – (PZPR) cyklicznie trwający od 1996 przegląd muzyczny twórców i odtwórców szeroko rozumianej piosenki odbywający się w Piasecznie.
Festiwal ma swój początek w działaniach zespołu Parasol Poetica, którego członkowie (Urszula Szymańska, Paweł Górski, Kasia Biernadska i Piotr Biernadski) postanowili (na podobieństwo stworzonego przez nich Świeczowiska) zorganizować przegląd piosenki autorskiej. Ze względu na dużą ilość podobnych imprez w kraju ostatecznie zdecydowano, że na festiwalu przedstawić można będzie wszystko, co da się nazwać piosenką. W jury pierwszej edycji przeglądu zasiedli Agnieszka Fatyga (gość specjalny), Piotr Sawicki i Mirosław Łączyński (stały juror). Od 2006 PZPR znajduje się na liście przeglądów kwalifikujących do Studenckiego Festiwalu Piosenki w Krakowie.
Przegląd trwa jeden dzień i składa się z przesłuchań uczestników, koncertu zwycięzcy poprzedniej edycji, występu gościa specjalnego oraz koncertu laureatów. Odbywa się on zawsze w pierwszą sobotę marca w Miejsko-Gminnym Ośrodku Kultury w Piasecznie. Pierwszą nagrodą w konkursie jest nominacja do Studenckiego Festiwalu Piosenki w Krakowie. Do 2007 w PZPR wzięło udział ponad 300 wykonawców z całego kraju, wielu z nich zrobiło prawdziwe kariery na scenie piosenki literackiej. W jury zasiadali między innymi: Elżbieta Adamiak, Andrzej Poniedzielski, Kasia Stankiewicz, Mariusz Lubomski, Robert Kasprzycki, Andrzej Ozga, Magda Turowska, Teresa Drozda.
- Open Hard Core Fest – letni festiwal rockowy w parku miejskim pod hasłem „MUZYKA PRZECIWKO NARKOTYKOM”. W sześciu edycjach imprezy wystąpiło ponad 70 zespołów hard core z całego świata m.in. z USA, Brazylii, Holandii, Izraela, Niemiec, Ukrainy, Malezji, oraz polskie grupy rockowe. W piknikowej atmosferze letniego parku oprócz słuchania muzyki, można kupić najnowsze płyty zespołów występujących na imprezie, zapoznać się z ofertą niezależnych wytwórni płytowych i oficyn księgarskich.

## Zabytki

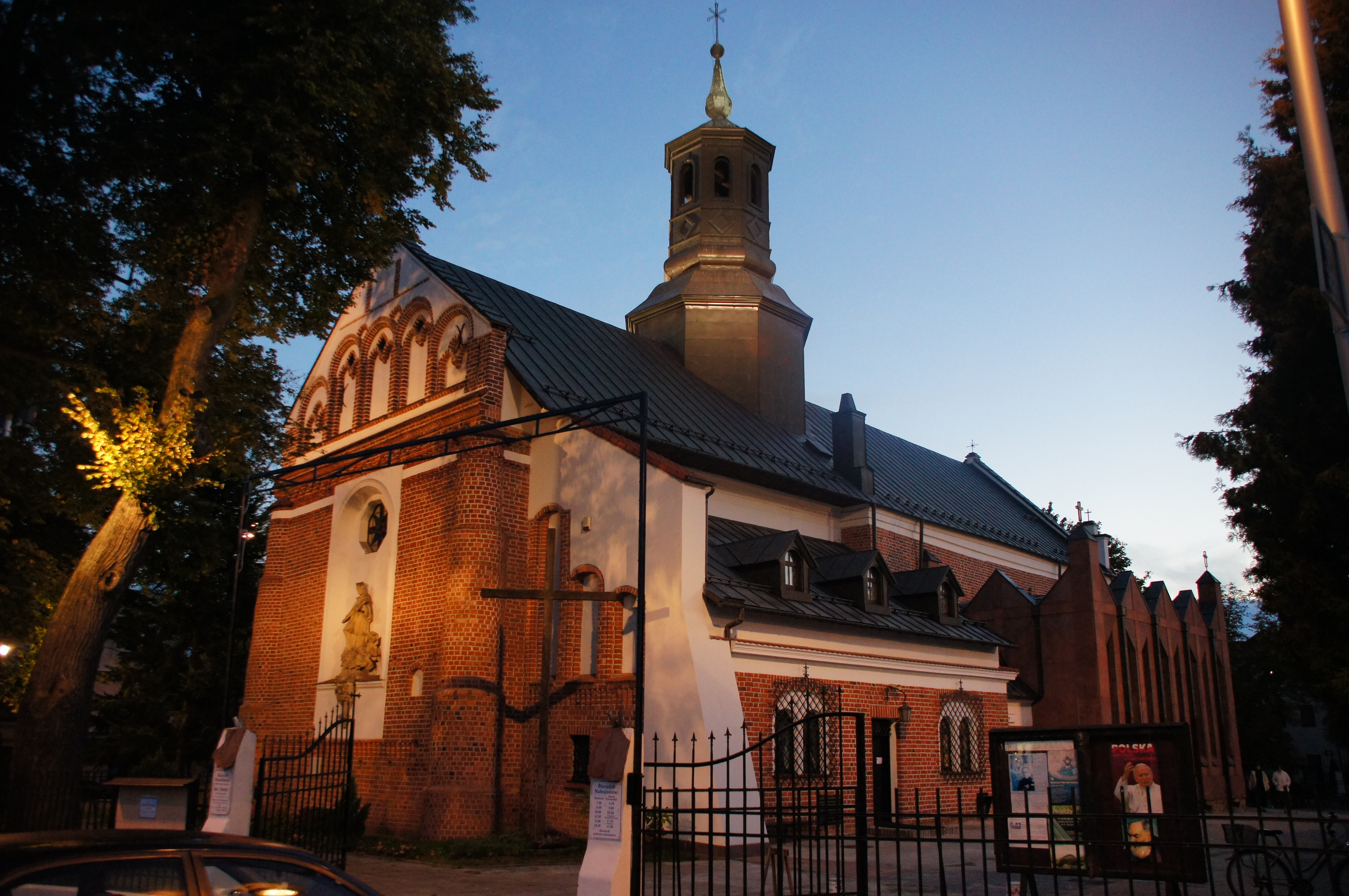
Kościół św. Anny

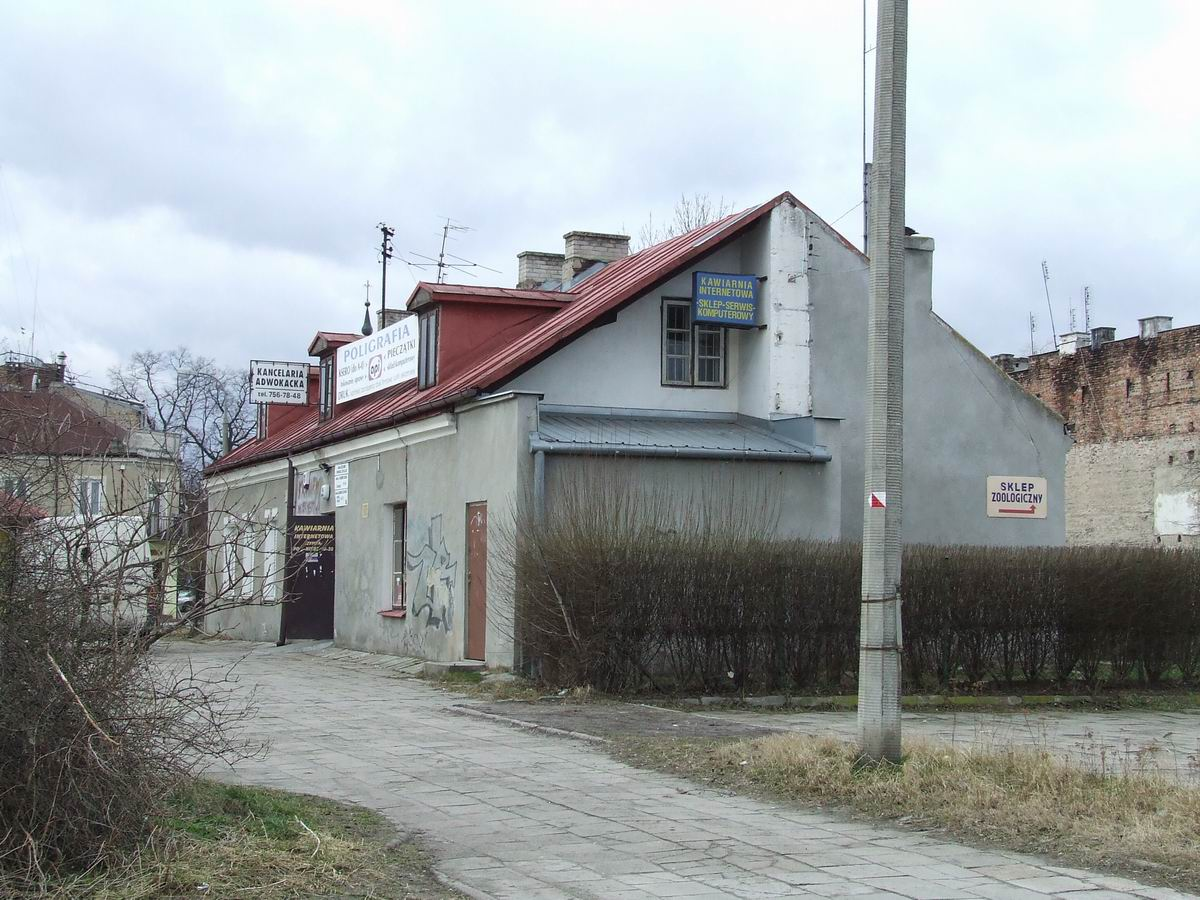
Dawna mykwa

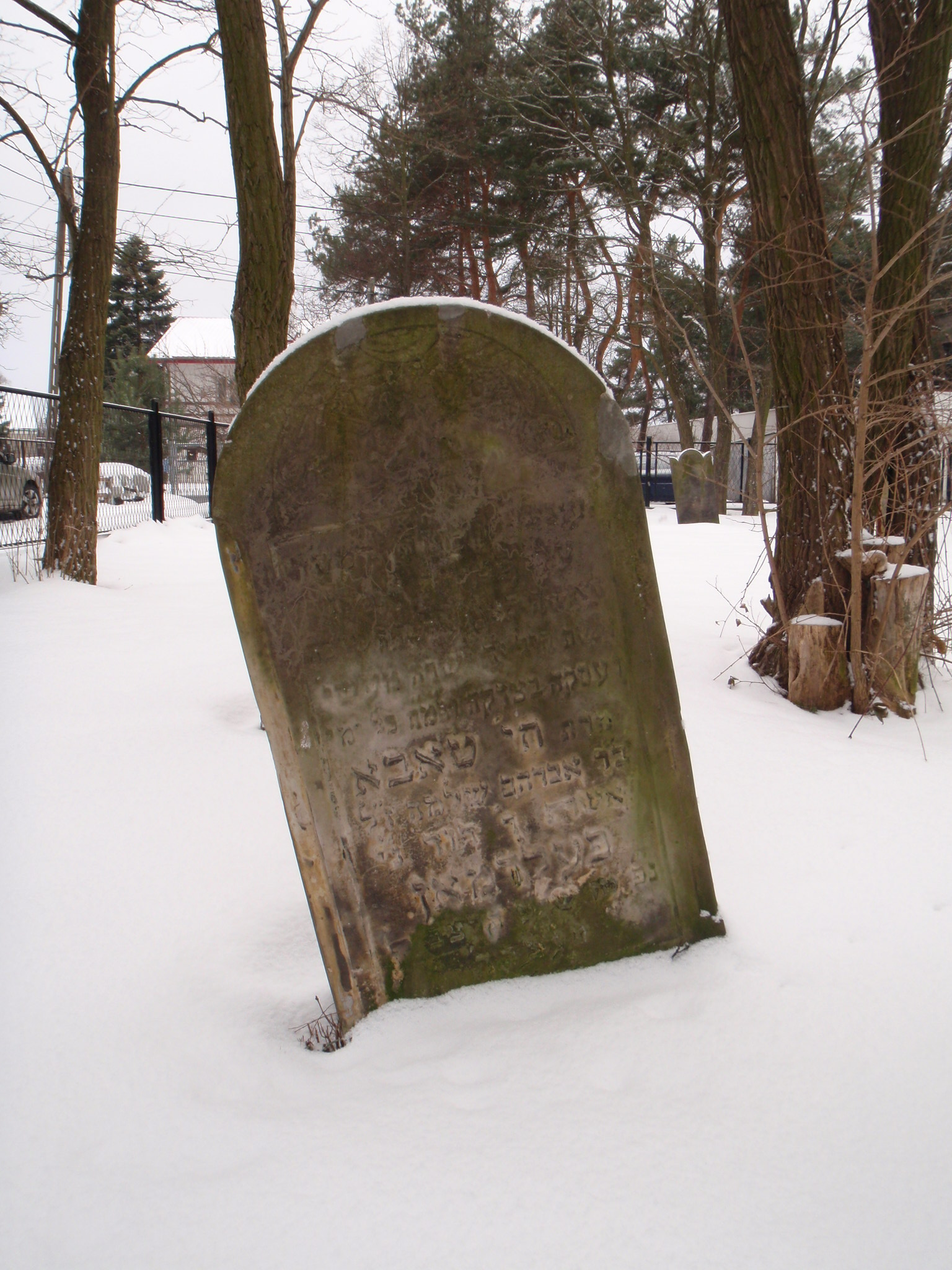
Nagrobek żydowskiej działaczki społecznej okresu międzywojennego na cmentarzu żydowskim w Piasecznie

- Zespół kościoła pw. św. Anny (dawniej pw. św. Macieja i Anny):
  - kościół z II połowy XVI w., w miejscu drewnianego pw. św. Macieja i Anny, restaurowany po 1603, w 1736 i 1833 r., rozbudowany po 1918 r. Późnogotycki z elementami barokowymi. W fasadzie rzeźba św. Jana Nepomucena z 1736 r.
  - drewniana dzwonnica z poł. XIX w. od strony wschodniej
  - stara plebania z przełomu XVIII i XIX w., w miejscu poprzedniej z 1794 (na północ od kościoła), obecnie Muzeum Regionalne w Piasecznie
- Ratusz z lat 1823–1824 według projektu Hilarego Szpilowskiego w stylu klasycystycznym (pierwotny drewniany spłonął w XV wieku)
- Cmentarz parafialny założony ok. 1795
- Mykwa – dawna rytualna łaźnia żydowska
- Cmentarz żydowski z 1870 z zachowanymi 17 macewami
- Dworzec Piaseczyńskiej Kolei Wąskotorowej (dawna Grójecka Kolej Dojazdowa) z 1914

## Transport

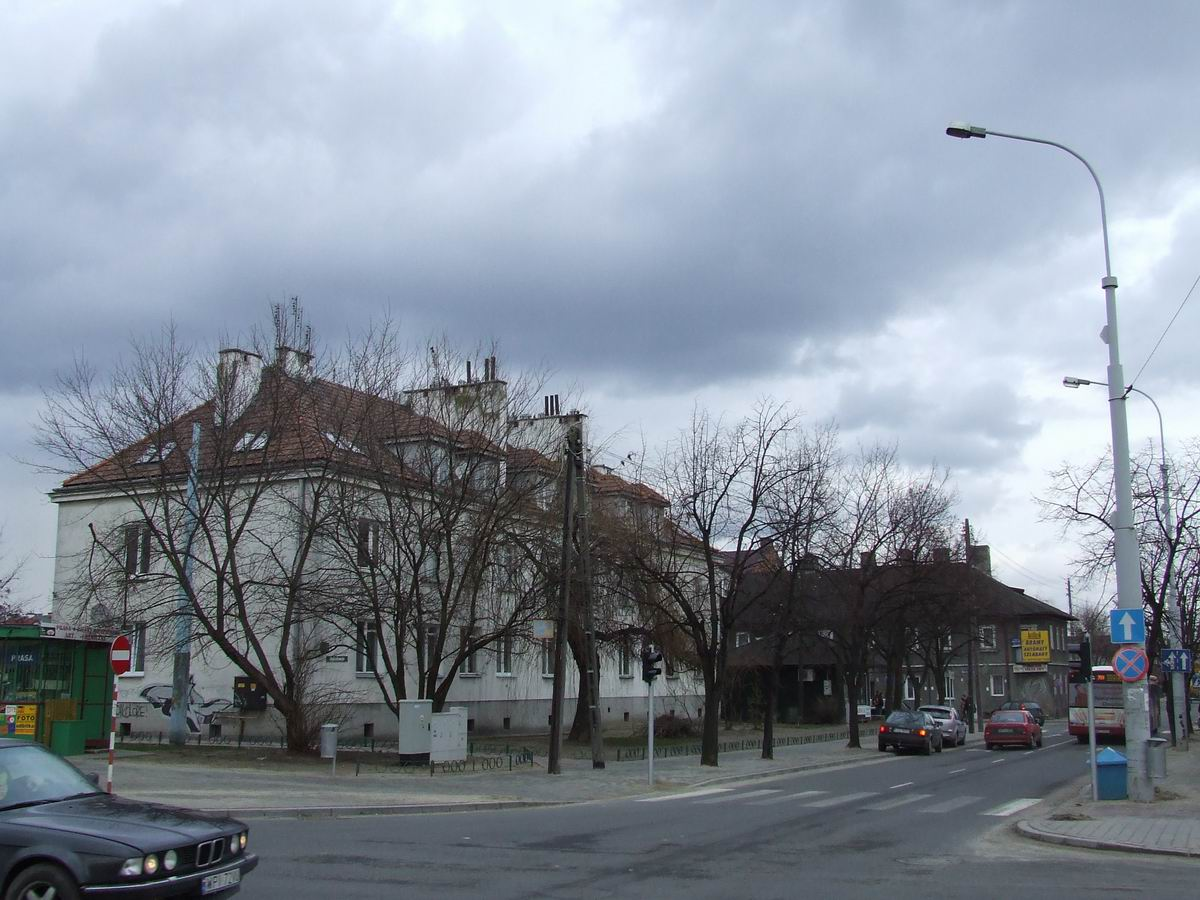
Ulice miasta, na poboczu słupy dawnej trolejbusowej sieci trakcyjnej prowadzącej ruch trolejbusowy na warszawski Mokotów

- Dworzec kolejowy Piaseczno przy ul. Towarowej (połączenia lokalne obsługiwane przez Koleje Mazowieckie do Warszawy Wschodniej przez Warszawę Śródmieście, Czachówka, Góry Kalwarii, Warki, Radomia, Skarżyska-Kamiennej).
- PPKS Warszawa, placówka terenowa w Piasecznie ul. Okulickiego 4, obsługująca połączenia m.in. na trasach Warszawa Metro Wilanowska – Piaseczno – Grójec / Góra Kalwaria.
- PKS Grójec, placówka w Grójcu przy ul. Laskowej obsługująca połączenia Warszawa Metro Wilanowska – Piaseczno – Góra Kalwaria – Warka / Chynów – Grójec oraz Piaseczno – Tarczyn.
- Komunikacja miejska – obsługiwana przez ZTM Warszawa – na terenie Piaseczna kursują linie: 707, 709, 710, 724, 727, 739, nocna N83 oraz linie lokalne: L-1, L-2, L-3, L-4, L-5, L12, L13, L17, L19, L23, L24, L25, L32, L39, L52, L53.
- Prywatna regularna komunikacja autobusowa – kilka prywatnych przedsiębiorstw obsługuje połączenia z miejscowościami gminy Piaseczno do stacji metra Wilanowska w Warszawie.
- TAXI – postoje taksówek zlokalizowane są przy ul. Jana Pawła II oraz na rogu ul. Puławskiej i Szkolnej.

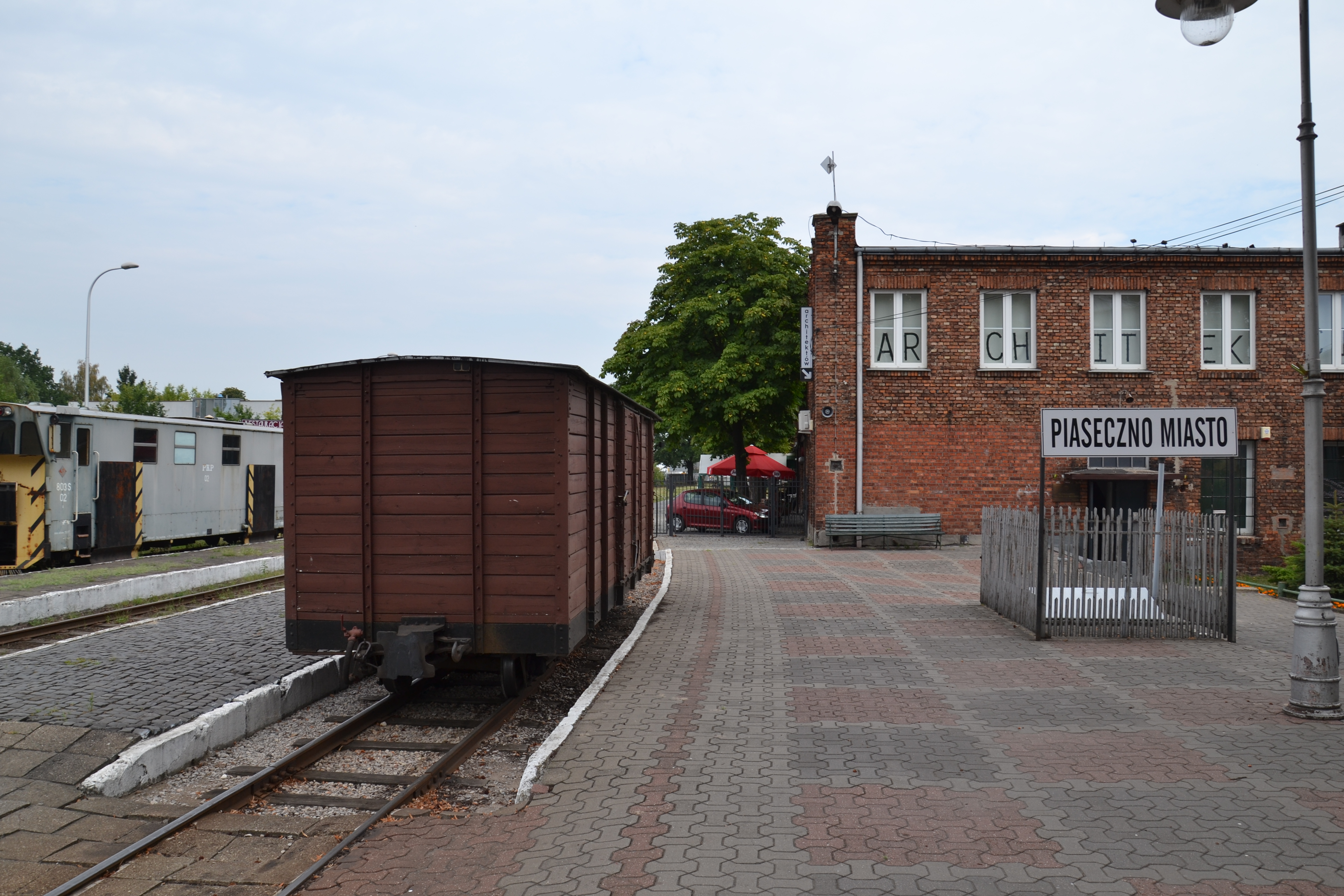
Wagon na wąskotorowej stacji Piaseczno Miasto

## Media lokalne
- Gazeta Okolica
- iTV Piaseczno – telewizja internetowa
- Kurier Południowy – tygodnik informacyjny, portal
- Moje Piaseczno – portal informacyjny
- motopiaseczno.pl – lokalny portal motoryzacyjny
- Nad Wisłą – tygodnik informacyjny, portal
- Nasze Piaseczno – portal informacyjny
- Panorama Południa – dwutygodnik społeczno-kulturalny
- Piaseczno Sport News – portal informacyjny
- Piaseczno24.net – portal informacyjny
- Przegląd Piaseczyński – tygodnik informacyjny, portal
- Radio Flash Piaseczno – radio internetowe
- Tuba Piaseczna – portal informacyjny

## Wspólnoty wyznaniowe
- Kościół Boży w Polsce:
  - Kościół Misyjny „Zgromadzenie Boże”[31]
- Kościół greckokatolicki:
  - parafia św. Jozafata Kuncewicza[32]
- Kościół rzymskokatolicki:
  - parafia św. Anny[33]
  - parafia Matki Bożej Różańcowej[33]
  - parafia Najświętszej Maryi Panny Wspomożenia Wiernych[33]
- Kościół Starokatolicki Mariawitów:
  - wierni należą do parafii Matki Boskiej Nieustającej Pomocy w Warszawie
- Świadkowie Jehowy:
  - zbór Piaseczno, zbór Piaseczno–Ukraiński; Sala Królestwa[34]

## Współpraca międzynarodowa

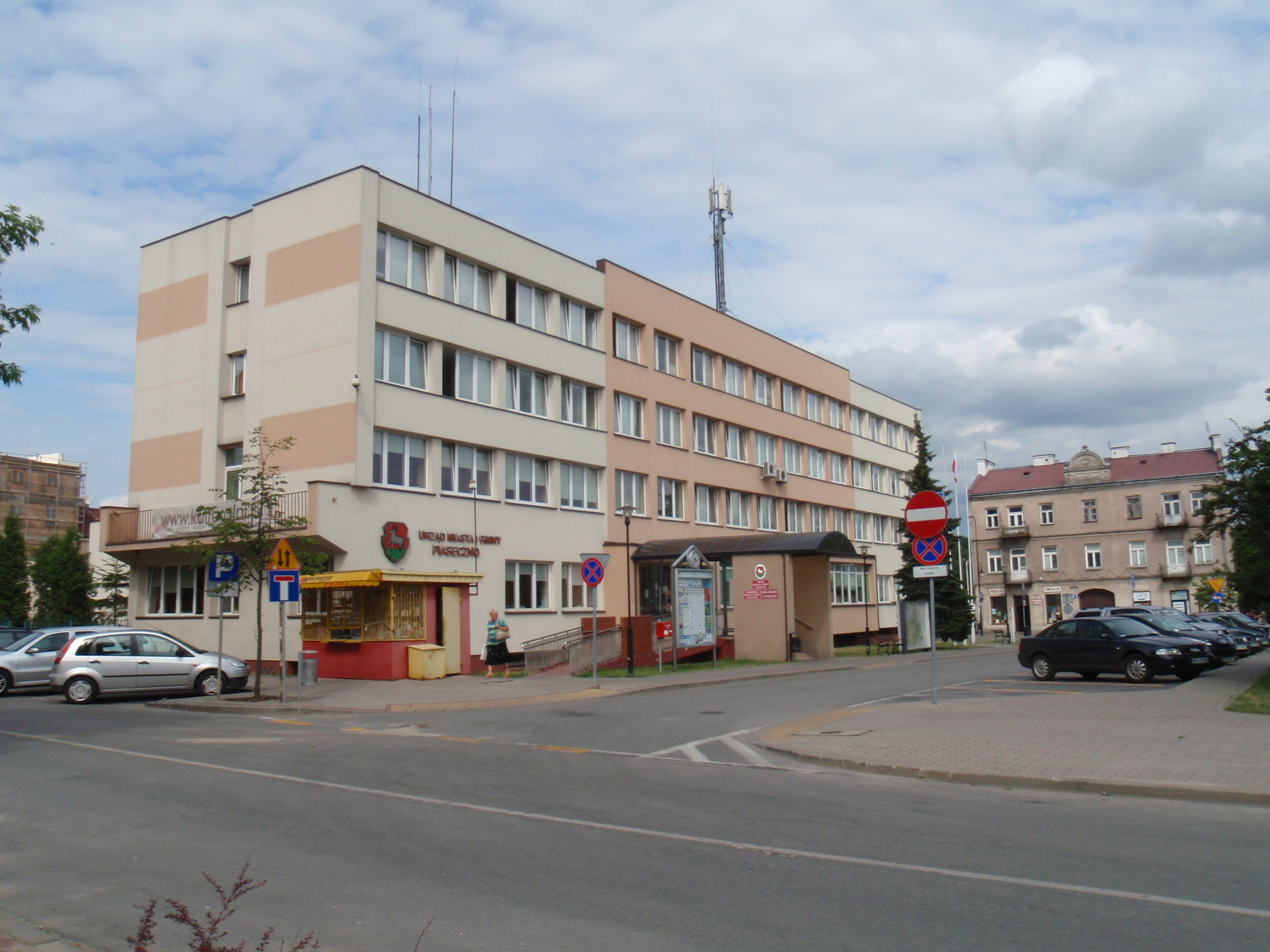
Urząd Miasta i Gminy Piaseczno

Miasta partnerskie:

- Gmina Upplands Väsby
- Gmina Harku
- Huanggang
- Chitignano